# Island i olympiska sommarspelen 1952
Island deltog i de olympiska sommarspelen 1952 i Helsingfors med en trupp bestående av nio deltagare, men ingen av landets deltagare erövrade någon medalj.